# Час в Анголі
|  | UTC-1 | Час Кабо-Верде |
|  | UTC   | Західноєвропейський час · Час за Гринвічем                                                                                  |
|  | UTC+1 | Центральноєвропейський час · Західноафриканський час · Західноєвропейський літній час                                       |
|  | UTC+2 | Східноєвропейський час · Центральноафриканський час · Західноафриканський літній час · Південноафриканський стандартний час |
|  | UTC+3 | Східноєвропейський літній час · Східноафриканський час                                                                      |
|  | UTC+4 | Час Маврикію · Час Сейшельських Островів                                                                                    |

Ангола використовує західноафриканський час (WAT), який на 1 годину більше, ніж універсальний координований час (UTC + 1). Ангола не використовує літній час..

## tz database
| Координати* | TZ*           | Стандартний час | Літній час |
| ----------- | ------------- | --------------- | ---------- |
| -0848+01314 | Africa/Luanda | UTC+1           | —          |